# Історичний музей (Франкфурт)
Історичний музей Франкфурта-на-Майні (нім. Historisches Museum Frankfurt a. M.) — історичний музей Франкфурта-на-Майні, присвячений місцевій історії Німеччини.

## Колекція
Основу колекції музею становлять експонати з часів будівництва в 1120 р. капели Заальхофкапелле до сьогодення, твори мистецтва.